# ادگار بوخوالدر
ادگار بوخوالدر (انگلیسی: Edgar Buchwalder; ۲ اوت ۱۹۱۶ – ۹ آوریل ۲۰۰۹) دوچرخه‌سوار اهل سوئیس بود.
وی در مسابقات کشوری و بین‌المللی در مجموع برندهٔ ۱ مدال طلا، ۱ مدال نقره شده‌است.